# Rauer Group
Rauer Group är en örupp i Antarktis. Den ligger i havet utanför Östantarktis. Australien gör anspråk på området.